# France I (voilier)
Pour les articles homonymes, voir France (homonymie), section Navires.
France I est l'un  des plus grands cinq-mâts barques, à coque et mâts d'acier, de son temps, qui a été construit en 1890 par le chantier écossais D. & W. Henderson & Son de Partick, près de Glasgow, pour l'armement Bordes et fils de Dunkerque, la première flotte française de voiliers-cargos cap-horniers et la deuxième mondiale à cette époque.

## Histoire
France I servait à la compagnie dunkerquoise comme cargo entre l'Europe et le Chili. Lors de son premier voyage, elle a transporté 5 000 tonnes de charbon à Iquique au Chili pour charger 5 500 tonnes de nitrate. Grâce à ses quatre grues à vapeur le déchargement et le chargement n'ont duré que onze jours.
Ce cinq-mâts très bon marcheur a fait sa plus rapide traversée en 1898 en ralliant le Chili depuis le cap de Prawle Point (près de Salcombe, Angleterre) en seulement 63 jours. Il a par la suite effectué trois voyages sur la même route (vers les ports d'Iquique ou de Valparaíso) en prenant moins de 80 jours à l'aller comme au retour. 
Le 27 janvier 1897, alors qu'il était au mouillage sur rade foraine devant la pointe Dungeness, par nuit claire, France I est abordée par le croiseur britannique HMS Blenheim (en). Celui-ci avait vu les feux de proue et de poupe du navire français, mais, croyant qu'ils appartenaient à deux embarcations de pêche différentes, a cru pouvoir passer entre celles-ci. Il a tenté de s'écarter au dernier moment, mais a heurté le cinq-mâts français, lui infligeant des dommages substantiels. Le tribunal de l'Amirauté britannique a fait porter l'entière responsabilité de la collision à France I, estimant que la disposition de ses feux était seule en cause. Une décision que l'armement Bordes n'a jamais acceptée mais à laquelle il a bien dû se plier.
En 1901, lors d'une traversée vers Valparaíso France I subit au large du Brésil un violent coup de pampero qui fait riper sa cargaison de charbon, provoquant une gîte irrattrapable. La totalité de l'équipage a pu évacuer le navire avant chavirage complet et a été recueillie par le quatre-mâts barque allemand Hebe II, de l'armement hambourgeois B. Wencke Söhne.

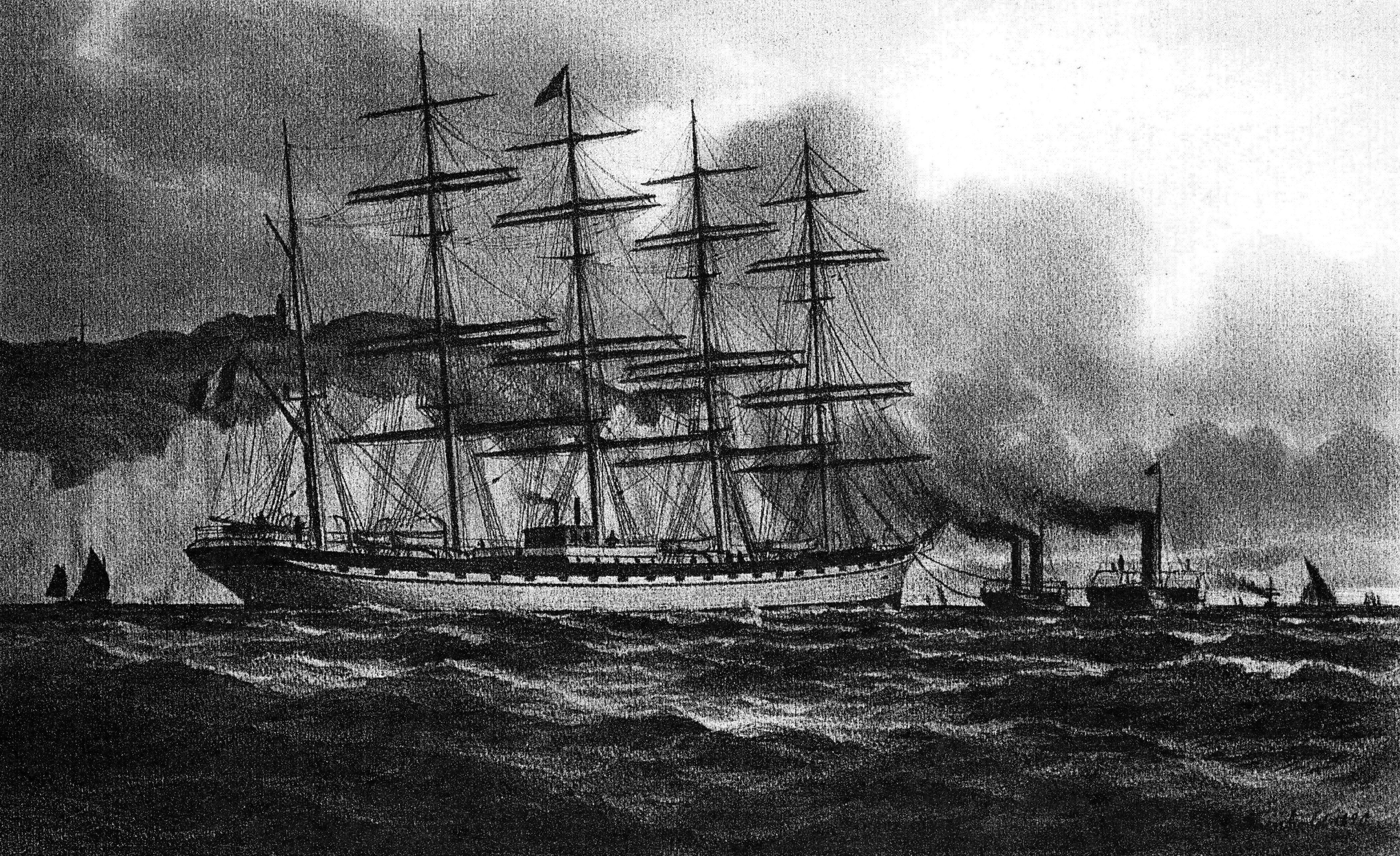
France I, gravure d'après un tableau de Lüder Arenhold (1891).